# João Chissano
João Chissano (Lourenço Marques, 26 de julho de 1970) é um ex-futebolista e treinador de futebol moçambicano que atuava como defensor. Atualmente, está sem clube.
Representou seu país em duas edições da Copa Africana de Nações.

## Carreira
Como jogador, Chissano defendeu 3 clubes, o Ferroviário de Maputo, o Costa do Sol e o Bidvest Wits (África do Sul), onde se aposentou com apenas 30 anos. Pelos "Canarinhos", conquistou 5 títulos do Moçambola, 6 da Taça de Moçambique e 4 da Supertaça nacional.

## Seleção Moçambicana
Com a camisa da Seleção Moçambicana, Chissano atuou entre 1992 e 1998, tendo atuado em 2 edições da Copa Africana de Nações (1996 e 1998). Em ambas, Moçambique foi eliminado ainda na fase de grupos.

## Treinador
Já aposentado como jogador, o ex-defensor virou treinador em 2010, comandando o Costa do Sol. Em 2013, foi escolhido para ser o novo técnico da Seleção Moçambicana, sucedendo ao holandês Gert Engels. Deixou o comando técnico dos "Mambas" em 2015, dando lugar ao compatriota Hélder Muianga.
Em maio de 2016, foi contratado pelo Desportivo de Maputo para a disputa do Moçambola, deixando o clube no encerramento da temporada.
Em fevereiro de 2017, Chissano assinou com o ENH de Vilankulos. Na temporada 2018, assinou com o Ferroviário da Beira, comandando o clube em 9 jogos antes de rescindir o contrato, alegando maus resultados.
Em julho de 2019, assinou com o Baía de Pemba, estreante no Moçambola. por 4 temporadas. Porém, deixou o clube no mesmo ano após 16 jogos.

## Títulos

### Como jogador
Costa do Sol
- Moçambola: 1991, 1992, 1993, 1994, 1999/2000
- Taça de Moçambique: 1988, 1992, 1993, 1995, 1997, 1999
- Supertaça de Moçambique: 1993, 1994, 1996, 1999/2000

### Como treinador
Costa do Sol
- Moçambola: 2007
- Taça de Moçambique: 2007
- Supertaça de Moçambique: 2008